# Зоран Максимовић (геолог)
Зоран Максимовић (Београд, 18. март 1923 — Београд, 16. април 2016) био је српски геолог и академик САНУ, редовни професор у пензији Рударско-геолошког факултета.

## Живот
Реалну гимназију са великом матуром завршио је у Чачку 1941. године. Дипломирао је на минералошко-петролошкој групи ПМФ у Београду 1950. године, а септембра исте године изабран је за асистента Геолошког института САН. Као стипендиста Британског савета био је на специјализацији на Универзитету Кембриџ (1954—1956). Докторирао је 1957. године на ПМФ-у у Београду, са тезом „Геохемија распадања ултрабазичних стена у Србији“. Исте године је изабран за доцента за геохемију на истом факултету, а затим и за ванредног (1963) и редовног професора на Рударско-геолошком факултету у Београду (1971). Био је шеф Катедре за геохемију, основао је Лабораторију за геохемију и био је оснивач Геохемијске школе на београдском Универзитету. Учествовао је по позиву и као предавач на многим домаћим и међународним скуповима, као и на универзитетима у Грчкој, Канади, Мађарској, Пољској, Румунији, Русији, САД и Уједињеном Краљевству. Био је члан Српског геолошког друштва (1950), Минералошког друштва Велике Британије (1954) и почасни члан Минералошког друштва Румуније (1997).

## Научни рад
Најважније научне активности академика Максимовића могу се поделити на три групе:
- геохемија и минералогија ултрамафитских стена, њихових продуката хидротермалне алтерације и површинског распадања, укључујући латеритска лежишта никла;
- геохемија и минералогија крашких боксита и крашких лежишта никла;
- геохемија животне средине, укључујући извесне геомедицинске аспекте.

## Дела и признања
- Објавио је око 300 научних радова и 2 монографије. Открио је 8 нових минерала никла и ретких земаља у Југославији и Грчкој;
- Због доприноса науци изабран је за дописног члана САНУ 1974. године а за редовног 1985. године. Председник је Одбора за геохемију САНУ, секретар Одељења за математику, физику и гео-науке и члан Председништва САНУ.
- Поводом 100 година од његовог рођења Српска академија наука и уметности је 20. марта 2023. организовала свечану академију.[1]